# Jack Aeby
Jack W. Aeby (16. srpna 1923 Mound City, Missouri, USA – 19. června 2015 Española, Nové Mexiko, USA) byl americký environmentální fyzik a strojní inženýr, který se nejvíce proslavil pořízením jediné dobře exponované barevné fotografie prvního zkušebního jaderného výbuchu 16. července 1945 v rámci testu Trinity na střelnici nedaleko Alamogordo v Novém Mexiku (současný název White Sands Missile Range).

## Život a kariéra

### Projekt Manhattan
V roce 1942 se Aeby zapojil do projekt Manhattan, když v Albuquerque vyplnil žádost o zaměstnání v rámci tohoto projektu. Vykonával mnoho prací, včetně převážení vědců a vybavení mezi Albuquerque a Los Alamos. Ačkoli byl civilista, vypracoval se v SED (Special Engineering Detachment) na pozici technika a nakonec byl svědkem téměř 100 jaderných výbuchů. Poté, co po válce získal titul na Kalifornské univerzitě v Berkeley, se vrátil, a to do Health Physics Department (oddělení zdravotní fyziky).

### Fotografie testu Trinity
Dne 16. července 1945 pořídil Jack Aeby jedinou dobře exponovanou barevnou fotografii prvního výbuchu jaderné zbraně na jaderném testovacím místě na střelnici nedaleko Alamogordo v Novém Mexiku (současný název White Sands Missile Range). Jack Aeby byl v době pořízení svého snímku civilistou přiděleným k Fyzikální skupině 5, kterou vedl Ital Emilio Gino Segrè a působil v ní mimo jiné Owen Chamberlain.
Kromě snímku, který vyfotil Jack Aeby, byla pořízena řada dalších barevných snímků prvního výbuchu jaderné zbraně, ale většina z nich byla silně přeexponovaná anebo jinak poškozená kvůli tomu, že záření vzniklé během výbuchu mělo velmi negativní vliv na citlivé vrstvy, které používaly tehdy vyráběné barevné filmy (docházelo jak k jejich solarizaci, tak k mechanickému poškození emulze).
Jack Aeby pořídil snímek svým fotoaparátem Perfex 33 s objektivem o ohniskové vzdálenosti 35 milimetrů (viz jeho portrét z roku 1944). Perfex 33 byl dálkoměrný přístroj vyráběný ve 40. letech jako levnější varianta modelu Perfex 44. Při expozici snímku byla použita rychlost závěrky 1/100, clonové číslo f4 a tehdy běžně prodávaný barevný filmm Anscochrome (obchodní značka, pod kterou byl v USA prodáván německý film Agfacolor: odvozen byl od názvu americké pobočky německé firmy, která se jmenovala Agfa-Ansco).
Jack Aeby nebyl oficiálním pozorovatelem na testovací jaderné střelnici, ale byl pozván, aby neformálně fotografoval průběh, což běžně dělal od svého příchodu do Los Alamos. Později se k tomu vyjádřil: „“Byl jsem tam, tak jsem to vyfotil. Film byl vyvolán ještě ten den večer. Později ho vedení Los Alamos požádalo, zda by si mohli originální negativ „pro jistotu“ ponechat, ale později se ztratil.
Fotografie byla v naprosté většině případů publikována stranově (zrcadlově) převrácená. Jack Aeby k tomu říká, že to bylo záměrně, aby asymetrická ohnivá koule a mrak vypadaly stejně jako na jiných oficiálních (černobílých) snímcích, které pořídil především Berlyn Brixner, laboratoří v Los Alamos jmenovaný fotograf projektu. Tyto snímky byly pořízeny ze severu, zatímco Jack Aeby byl na jihu v základním táboře.
Jack Aeby je též zdrojem příběhu o pozoruhodně přesném odhadu, který při tomto testu provedl Enrico Fermi: Aeby viděl Enrica Fermiho s hrstí roztrhaného papíru. Když přišla rázová vlna, pohnula těmito kousky papíru. Fermi jen na základě této primitivní metody odhadl sílu prvního jaderného výbuchu na ekvivalent více než 10 000 tun TNT. Podle přístrojových měření byla síla výbuchu později stanovena téměř dvakrát větší, na 18,6 kilotun. A tato nová strašlivá energie pocházela z plutoniové koule o hmotnosti jen 13,6 kilogramu.

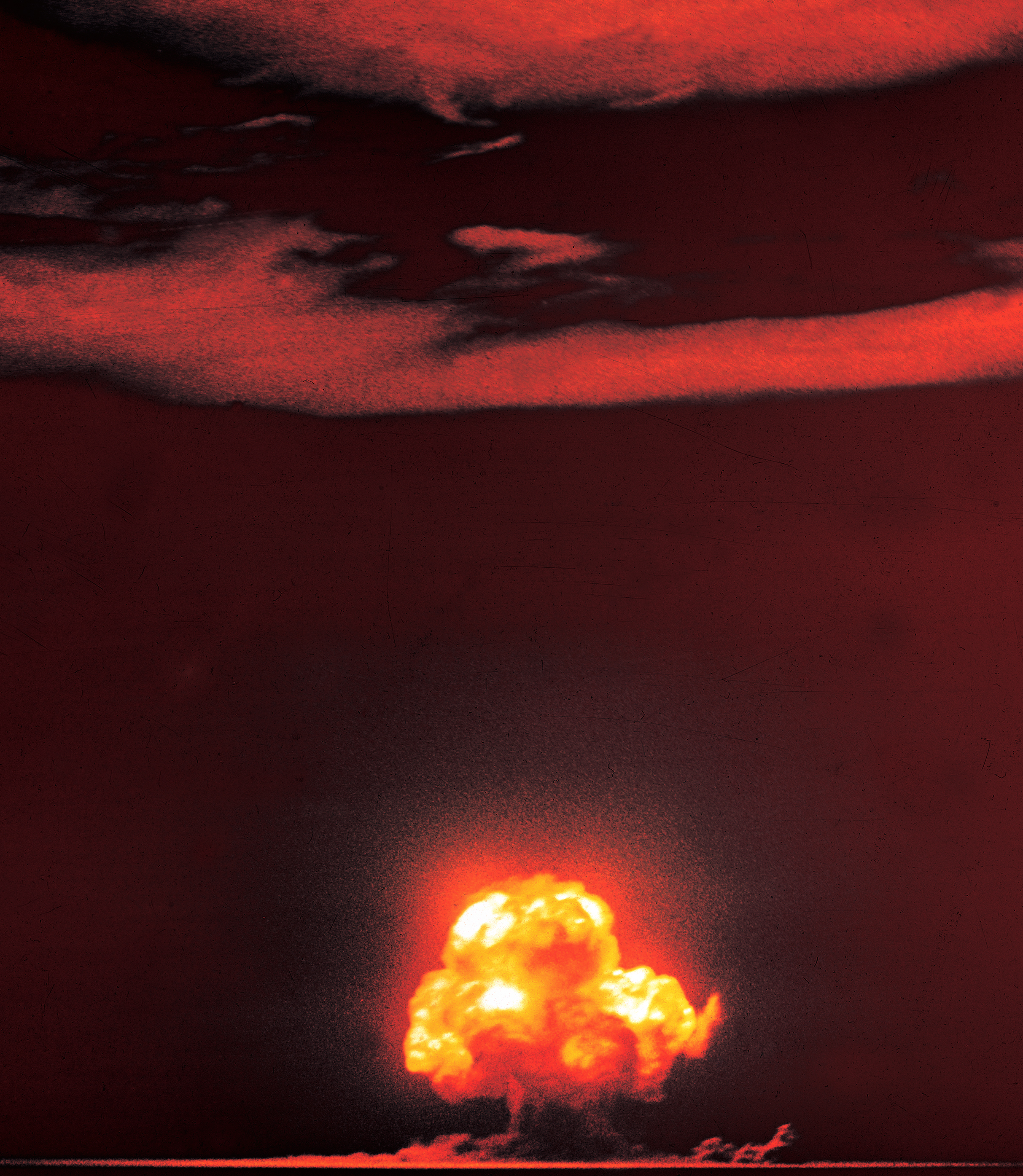
Středová část fotografie na filmu Anscochrome, tak jak byla obvykle publikována
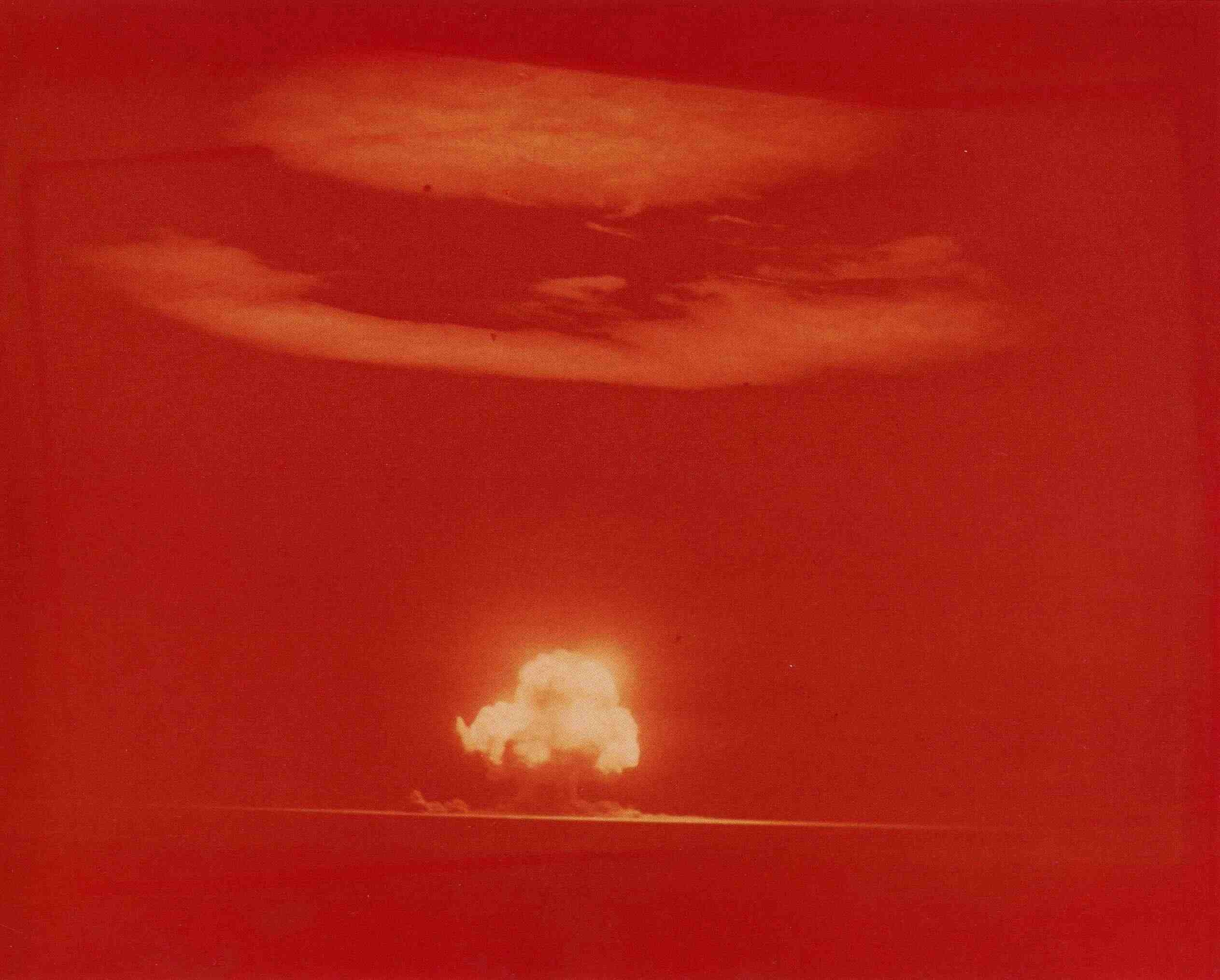
Celé políčko filmu (negativ)
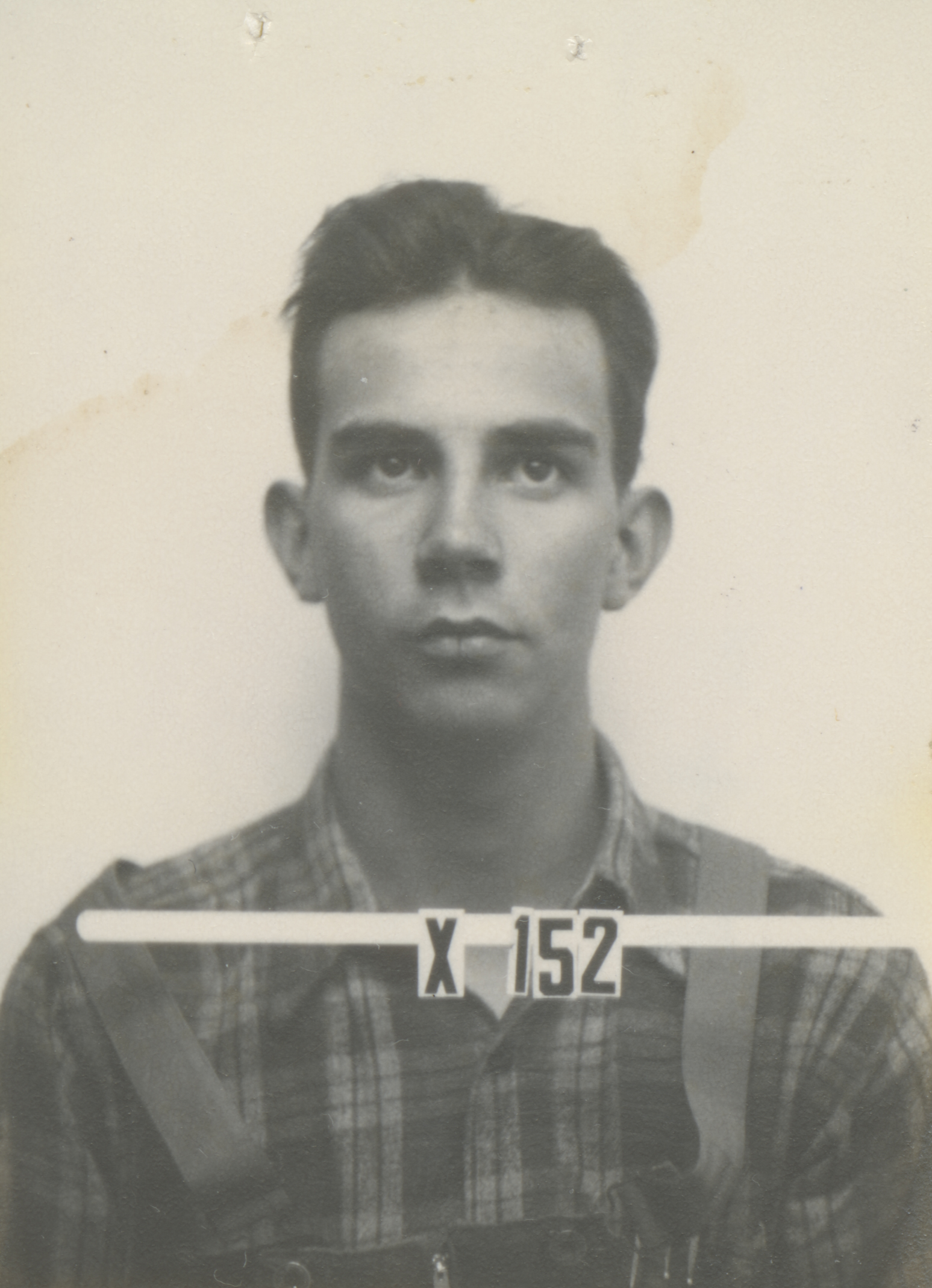
Pro Los Alamos typické označení identifikačních fotek písmenem a čísly
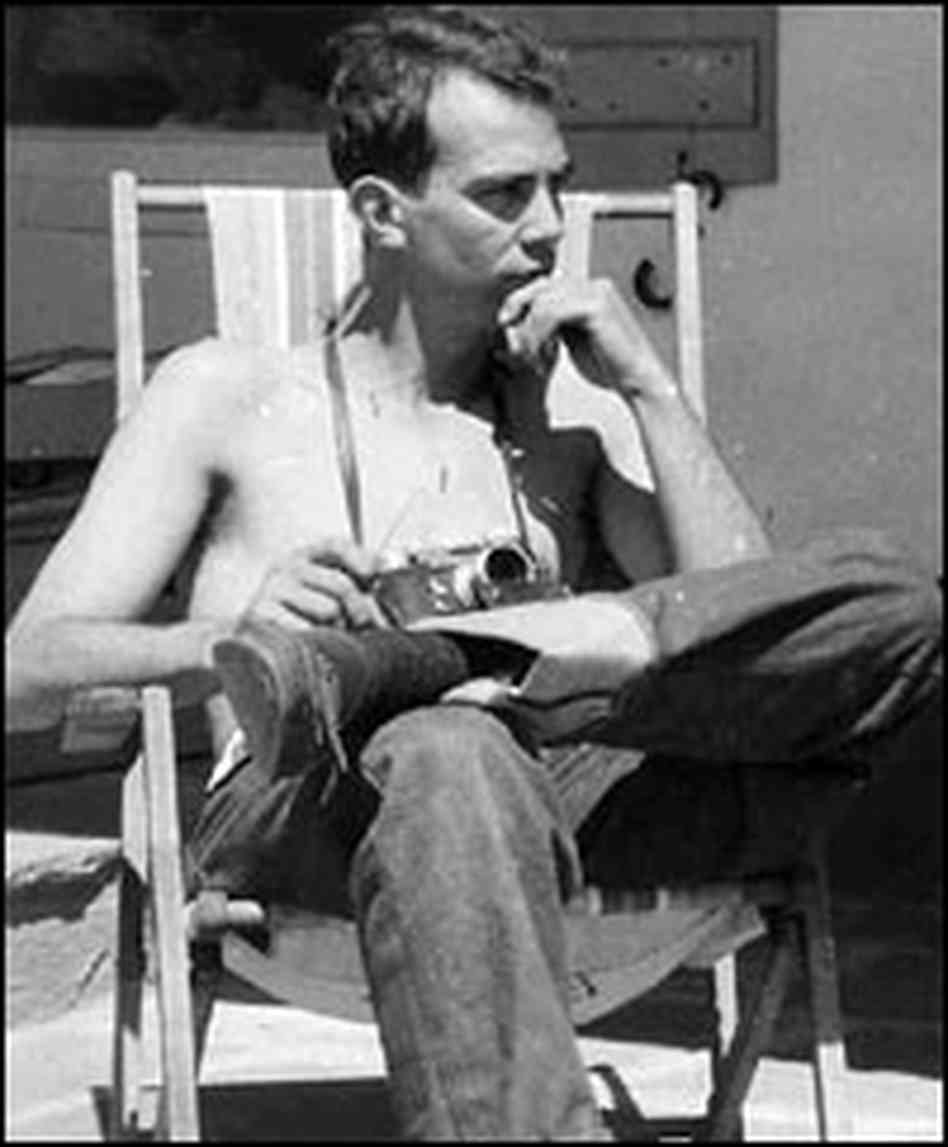
Jack Aeby (1944) s fotoaparátem Perfex 33

### Osobní život
Jak Aeby žil v Española Valley na severu státu Nové Mexiko. Se svou ženou Jeanne měli pět dětí. Jack zemřel ve svém domě v Española Valley v roce 2015 ve věku 91 let.